# Трстеник (Оребич)
42°55′ пн. ш. 17°23′ сх. д. / 42.91° пн. ш. 17.39° сх. д.
Трстеник (хорв. Trstenik) — населений пункт у Хорватії, в Дубровницько-Неретванській жупанії у складі громади Оребич.

## Населення
Населення за даними перепису 2011 року становило 117 осіб.
Динаміка чисельності населення поселення: